# Плонија
Плонија (пољ. Płonia) је река у Пољској. Она је десна притока реке Одре. Дугачка је 74 km.
Извор реке налази се јужно од града Барлинек. У близини протиче кроз градско језеро (Барнилецко језеро). Река је граница између неколико повјата: прво између мислиборског и хошчењског, онда пижицког и старгардског. Потпом протиче кроз језеро Плоњ. Од језера 5 km њенг тока је регулисано Плоњским каналом. Потом пролази кроз језеро Мједвје. Близу ушћа реке налази се рибарска лука. 